# Ismail Samanipiek
De Ismail Samanipiek (verouderd: Stalinpiek) is de hoogste berg van de Pamir en van Tadzjikistan.
In 1928, ten tijde van de Sovjet-Unie, werd bekend dat in de Pamirbergketen een berg lag die hoger bleek dan de "Leninpiek". Eerst was er sprake van dat het om de Garmopiek zou gaan maar na verdere Sovjetexpedities werd het in 1932 duidelijk dat het een andere top betrof. De berg werd toen "Stalinpiek" genoemd. 
In 1962 werd de naam veranderd in "Communismepiek", en in 1998 kreeg de berg zijn huidige naam. De piek is vernoemd naar Ismail Samani, de belangrijkste heerser van de Samaniden-dynastie.
De top is een van de vijf zevenduizenders op het grondgebied van de voormalige Sovjet-Unie die beklommen dient te worden voor het verkrijgen van de Sneeuwpanteronderscheiding.

## Beklimming
De eerste succesvolle beklimming gebeurde in 1933 door Jevgeni Abalakov en Nikolai Gorboenov langs de oostelijke graat. De twee normaalroutes lopen via de noordelijke Borodkingraat en de westelijke Boerevesnikgraat. Het klimseizoen loopt van juni tot augustus.
Het basiskamp is hetzelfde als voor de beklimming van de Ozodipiek.